# Rosalind Canter
Rosalind Amy Canter (Grimsby, 13 de enero de 1986) es una jinete británica que compite en la modalidad de concurso completo.
Participó en los Juegos Olímpicos de París 2024, obteniendo una medalla de oro en la prueba por equipos (junto con Tom McEwen y Laura Collett).
Ganó dos medallas de oro en el Campeonato Mundial de Concurso Completo de 2018 y cuatro medallas de oro en el Campeonato Europeo de Concurso Completo entre los años 2017 y 2023.

## Palmarés internacional
| Juegos Olímpicos   | Juegos Olímpicos          | Juegos Olímpicos | Juegos Olímpicos |
| Año                | Lugar                     | Medalla          | Categoría        |
| ------------------ | ------------------------- | ---------------- | ---------------- |
| 2024               | París (Francia)           | Medalla de oro   | Por equipos      |
| Campeonato Mundial |                           |                  |                  |
| Año                | Lugar                     | Medalla          | Categoría        |
| 2018               | Tryon (Estados Unidos)    | Medalla de oro   | Individual       |
| 2018               | Tryon (Estados Unidos)    | Medalla de oro   | Por equipos      |
| Campeonato Europeo |                           |                  |                  |
| Año                | Lugar                     | Medalla          | Categoría        |
| 2017               | Strzegom (Polonia)        | Medalla de oro   | Por equipos      |
| 2021               | Avenches (Suiza)          | Medalla de oro   | Por equipos      |
| 2023               | Le Pin-au-Haras (Francia) | Medalla de oro   | Individual       |
| 2023               | Le Pin-au-Haras (Francia) | Medalla de oro   | Por equipos      |